# Kompositpansar

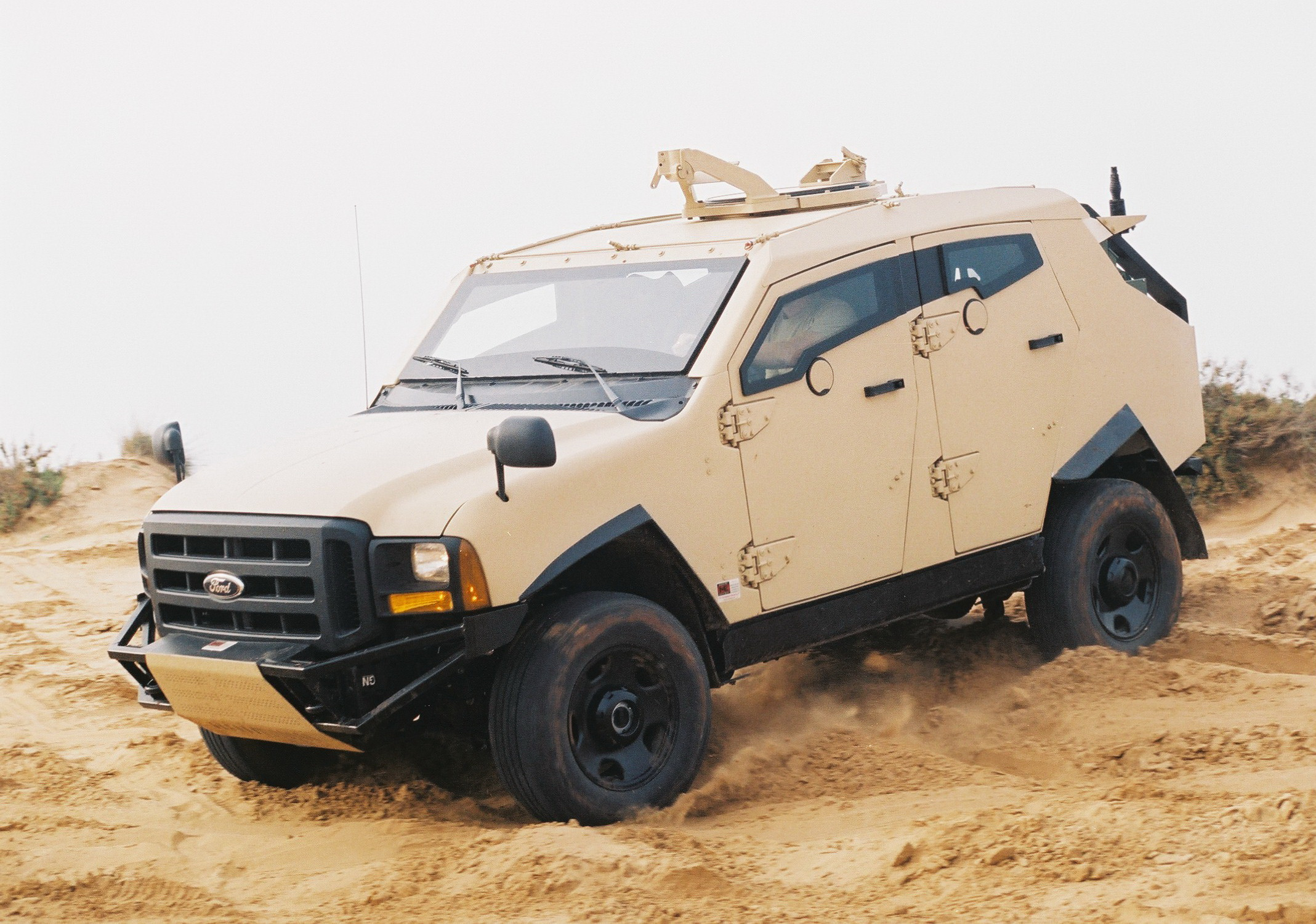
Plasan Sandcat har kompositpansar

Kompositpansar består ofta av hårt keramiskt material blandat med pansarstål. Genom att blanda hårt keramiskt material med pansar uppnås ett starkt och jämförelsevis lätt pansar än om endast pansarstål används.
Den höga skyddsnivån uppnås genom att en RSV-stråle eller pil bryts sönder snabbare när olika hårdhetsgrader i materialet passeras. 
Det engelska företaget Chobham var först med att tillverka detta pansar på 1970-talet. Den exakta blandningen i keramen är fortfarande hemlig. Den engelska stridsvagnen Chieftain var den första stridsvagnen som utrustades med kompositpansar. 
Det finns en svensk tillverkare av kompositpansar, Åkers krutbruk.